# Joshua George Beard
Joshua George Beard (né en 1797 et mort le 9 novembre 1866) était un homme d'affaires, conseiller municipal et le 10e maire de Toronto.
Beard a été élu conseiller municipal en 1848 et en 1853 pour la circonscription de St. Lawrence. Ensuite, il fut élu maire en 1854.
Joshua George Beard possédait une entreprise de fonderie de fer sur l'intersection de la rue Victoria et de la rue Adelaide.